# Równanie niewymierne
Równanie niewymierne – równanie, w którym niewiadoma znajduje się pod pierwiastkiem.

## Dziedzina
Dziedziną równania niewymiernego jest zbiór liczb rzeczywistych, z pominięciem wartości niewiadomej dla których wartość liczby podpierwiastkowej będzie mniejsza od zera.

## Rozwiązywanie
Weźmy przykładowe równanie
{\displaystyle {\sqrt {x+1}}=x-2.}
- Należy zrobić odpowiednie założenia i wyznaczyć dziedzinę.
  - W tym wypadku suma pod pierwiastkiem musi być większa lub równa zeru i aby równanie miało sens, również druga strona musi być dodatnia, czyli:

{\displaystyle x+1\geqslant 0\Rightarrow x\geqslant -1,}
{\displaystyle x-2\geqslant 0\Rightarrow x\geqslant 2.}
Wyciągamy wniosek że {\displaystyle x\geqslant 2.}
- Następnie podnosimy obie strony do kwadratu i przenosimy wszystkie czynniki na jedną stronę, a po drugiej stronie zostaje nam zero.
- Następnie staramy się zwinąć do jak najprostszej postaci i wyciągnąć x.
- Sprawdzamy czy wynik zgadza nam się z założeniem.